# U-20ラグビースコットランド代表
U-20ラグビースコットランド代表（英語: Scotland national under-20 rugby union team）は、20歳以下の選手で構成されるラグビースコットランド代表チームである。
ワールドラグビーU20チャンピオンシップ・シックス・ネイションズU-20チャンピオンシップなどに出場している。

## 歴史
2008年、創設。
そして2019年、ワールドラグビーU20チャンピオンシップで12位に終わり、ワールドラグビーU20トロフィーへ初めて降格。

## 成績

### ワールドラグビーU20チャンピオンシップ
- 2008年 - 10位
- 2009年 - 9位
- 2010年 - 10位
- 2011年 - 10位
- 2012年 - 9位
- 2013年 - 10位
- 2014年 - 10位
- 2015年 - 8位
- 2016年 - 8位
- 2017年 - 5位
- 2018年 - 10位
- 2019年 - 12位(U20トロフィーへ降格)

### シックス・ネイションズU-20チャンピオンシップ
- 2008年 - 6位
- 2009年 - 4位
- 2010年 - 5位
- 2011年 - 6位
- 2012年 - 5位
- 2013年 - 4位
- 2014年 - 6位
- 2015年 - 3位
- 2016年 - 4位
- 2017年 - 5位
- 2018年 - 6位
- 2019年 - 6位
- 2021年 - 6位
- 2022年 - 6位

## 主な歴代代表主将
- ダンカン・ウィアー - 2011年ラグビージュニア世界選手権での主将。2015年W杯スコットランド代表選出。
- ジェイミー・リッチー - 2015年ラグビーU20チャンピオンシップでの主将。2019年W杯スコットランド代表選出。